# Viercontinentenkampioenschap kunstschaatsen 2011
Het Viercontinentenkampioenschap is een jaarlijks terugkerend evenement in het kunstschaatsen dat georganiseerd wordt door de Internationale Schaatsunie (ISU) voor deelnemers uit landen buiten Europa, namelijk van de vier continenten Afrika, Azië, Amerika en Oceanië.
De editie van 2011 was het dertiende "4CK" dat werd georganiseerd. De wedstrijden vond plaats van 17 tot en met 20 februari in Taipei, de hoofdstad van Taiwan. Het was de eerste keer dat deze kampioenschappen in dit land plaatsvonden.
Medailles waren er te verdienen in de traditionele onderdelen: mannen individueel, vrouwen individueel, paarrijden en ijsdansen.
| Programma | Programma             | Programma           | Programma            | Programma          | Programma          | Programma |
| --------- | --------------------- | ------------------- | -------------------- | ------------------ | ------------------ | --------- |
|           | donderdag 17 februari | vrijdag 18 februari | zaterdag 19 februari | zondag 20 februari | zondag 20 februari |           |
| Paren     | korte kür             | lange kür           |                      |                    | Gala               |           |
| IJsdansen | korte kür             | lange kür           |                      |                    | Gala               |           |
| Mannen    |                       | korte kür           | lange kür            |                    | Gala               |           |
| Vrouwen   |                       |                     | korte kür            | lange kür          | Gala               |           |

## Deelnemende landen
Alle 23 ISU-leden uit Afrika, Amerika, Azië en Oceanië hadden het recht om maximaal drie startplaatsen per onderdeel in te vullen. Deze regel is afwijkend ten opzichte van de overige ISU kampioenschappen, waarbij extra startplaatsen worden "verdiend" door de prestaties van de deelnemers in het voorgaande jaar.
Zestien landen schreven dit jaar deelnemers in voor dit toernooi. Zij vulden het aantal van 71 startplaatsen in. Canada en de Verenigde Staten vulden ieder de maximale mogelijkheid van twaalf startplaatsen in. Uit Puerto Rico kwam voor het eerst een deelnemer uit op het 4CK, Victoria Muniz nam deel in het vrouwentoernooi.
Brazilië, India en Nieuw-Zeeland vaardigden dit jaar geen deelnemer af. Uit Argentinië, Maleisië, Mongolië en Noord-Korea hebben nog nooit deelnemers deelgenomen aan het Viercontinentenkampioenschap.
(Tussen haakjes het totaal aantal startplaatsen over de vier onderdelen.)
| Canada (12) Verenigde Staten (12) China (11) Japan (7) | Australië (6) Taiwan (6) Zuid-Korea (4) Mexico (3) | Thailand (3) Filipijnen (1) Hongkong (1) Kazachstan (1) | Oezbekistan (1) Puerto Rico (1) Singapore (1) Zuid-Afrika (1) |

## Medailleverdeling
Bij de mannen won Daisuke Takahashi voor de tweede keer de titel, het was de vijfde Japanse titel. Hij nam voor de derde keer plaats op het erepodium, in 2008 won hij zijn eerste titel en in 2005 werd hij derde. Zijn debuterende landgenoot Yuzuru Hanyu nam de tweede positie in op het erepodium. De Amerikaan Jeremy Abbott, die voor de tweedemaal op het podium plaatsnam, werd voor de tweede keer derde, de eerste keer was in 2007.
Bij de vrouwen werd Miki Ando de tiende vrouw en de vierde Japanse vrouw, na Fumie Suguri (2001, 2003, 2005), Yukina Ota (2004) en Mao Asada (2008, 2010), die de titel veroverde. Het was na haar derde plaats in 2008 haar tweede podium plaats. Haar landgenote en titelverdedigster Asada eindigde bij haar vierde deelname voor de vierde keer op het podium, dit jaar op de tweede plaats en in 2009 eindigde ze als derde. De debuterende Amerikaanse Mirai Nagasu legde beslag op de derde positie op dit kampioenschap.
Bij de paren behaalde het paar Pang Qing / Tong Jian hun vijfde titel op dit kampioenschap en de tiende voor China. Ze namen voor de achtste keer plaats op het erepodium, hun eerdere titels behaalden ze in 2002, 2004, 2008 en 2009, in 2003, 2005 en 2007 werden ze tweede. De Canadese Meagan Duhamel stond voor de tweede keer op het erepodium, in 2010 stond ze er op de derde plaats met Craig Buntin, dit jaar eindigde ze op de tweede plaats met Eric Radford als schaatspartner. Hun landgenoten en debuterend paar Paige Lawrence / Rudi Swiegers namen de resterende positie op het erepodium in.
Bij het ijsdansen stonden net als bij de vorige twaalf edities enkel Amerikanen en Canadezen op het erepodium. Het paar Meryl Davis / Charlie White behaalden hun tweede titel op dit kampioenschap en de zevende Amerikaanse. Ze namen voor de derde keer plaats op het erepodium, hun eerste titel behaalden ze in 2009, in 2008 werden ze tweede. Hun landgenoten en debuterend paar Maia Shibutani / Alex Shibutani legden beslag op de tweede plaats. De derde plaats werd ingenomen door het Canadese paar Vanessa Crone / Paul Poirier die ook voor het eerst op het erepodium plaatsnamen.
| Onderdeel | Goud                        | Zilver                          | Brons                          |
| --------- | --------------------------- | ------------------------------- | ------------------------------ |
| Mannen    | Daisuke Takahashi           | Yuzuru Hanyu                    | Jeremy Abbott                  |
| Vrouwen   | Miki Ando                   | Mao Asada                       | Mirai Nagasu                   |
| Paren     | Pang Qing / Tong Jian       | Meagan Duhamel / Eric Radford   | Paige Lawrence / Rudi Swiegers |
| IJsdansen | Meryl Davis / Charlie White | Maia Shibutani / Alex Shibutani | Vanessa Crone / Paul Poirier   |

## Uitslagen
| #      | naam (deelname)          | land                      | punten | korte kür  | lange kür   |
| ------ | ------------------------ | ------------------------- | ------ | ---------- | ----------- |
| Goud   | Daisuke Takahashi (5)    | Vlag van Japan            | 244.00 | 83.49 (1)  | 160.51 (1)  |
| Zilver | Yuzuru Hanyu             | Vlag van Japan            | 228.01 | 76.43 (3)  | 151.58 (3)  |
| Brons  | Jeremy Abbott (4)        | Vlag van Verenigde Staten | 225.71 | 76.73 (2)  | 148.98 (4)  |
| 4      | Takahiko Kozuka (3)      | Vlag van Japan            | 223.52 | 66.25 (6)  | 157.27 (2)  |
| 5      | Adam Rippon (2)          | Vlag van Verenigde Staten | 210.01 | 72.71 (4)  | 137.30 (5)  |
| 6      | Guan Jinlin (2)          | Vlag van China            | 201.98 | 64.68 (9)  | 137.30 (6)  |
| 7      | Armin Mahbanoo           | Vlag van Verenigde Staten | 200.67 | 66.40 (5)  | 134.27 (9)  |
| 8      | Wu Jialiang (6)          | Vlag van China            | 199.78 | 63.30 (10) | 136.98 (7)  |
| 9      | Song Nan (2)             | Vlag van China            | 195.13 | 60.47 (12) | 134.66 (8)  |
| 10     | Shawn Sawyer (4)         | Vlag van Canada           | 192.94 | 65.71 (7)  | 127.23 (10) |
| 11     | Kevin Reynolds (2)       | Vlag van Canada           | 191.55 | 65.47 (8)  | 126.08 (11) |
| 12     | Misha Ge                 | Vlag van Oezbekistan      | 182.06 | 58.60 (13) | 123.46 (12) |
| 13     | Abzal Rakimgaliev (4)    | Vlag van Kazachstan       | 180.75 | 60.95 (11) | 119.80 (13) |
| 14     | Joey Russell (2)         | Vlag van Canada           | 171.18 | 57.67 (14) | 113.51 (15) |
| 15     | Kim Min-seok (3)         | Vlag van Zuid-Korea       | 168.59 | 53.67 (15) | 114.92 (14) |
| 16     | Mark Webster (3)         | Vlag van Australië        | 143.54 | 48.26 (16) | 95.28 (16)  |
| 17     | Jordan Ju                | Vlag van Taiwan           | 134.33 | 44.37 (18) | 89.96 (17)  |
| 18     | Brendan Kerry            | Vlag van Australië        | 125.64 | 45.45 (17) | 80.19 (19)  |
| 19     | Wun-Chaing Shih (3)      | Vlag van Taiwan           | 120.96 | 40.36 (19) | 80.60 (18)  |
| 20     | Stephen Li-Chung Kuo (2) | Vlag van Taiwan           | 117.96 | 37.82 (20) | 80.14 (20)  |

| #                | naam (deelname)          | land                      | punten | korte kür  | lange kür  |
| ---------------- | ------------------------ | ------------------------- | ------ | ---------- | ---------- |
| Goud             | Miki Ando (2)            | Vlag van Japan            | 201.34 | 66.58 (1)  | 134.76 (1) |
| Zilver           | Mao Asada (4)            | Vlag van Japan            | 196.30 | 63.41 (2)  | 132.89 (2) |
| Brons            | Mirai Nagasu             | Vlag van Verenigde Staten | 189.46 | 59.78 (4)  | 129.68 (3) |
| 4                | Rachael Flatt (2)        | Vlag van Verenigde Staten | 189.31 | 62.23 (3)  | 118.08 (4) |
| 5                | Alissa Czisny (3)        | Vlag van Verenigde Staten | 168.81 | 58.94 (5)  | 107.49 (5) |
| 6                | Cynthia Phaneuf (5)      | Vlag van Canada           | 163.14 | 55.65 (7)  | 107.49 (6) |
| 7                | Akiko Suzuki (4)         | Vlag van Japan            | 162.59 | 57.64 (6)  | 104.95 (7) |
| 8                | Kwak Min-jung (2)        | Vlag van Zuid-Korea       | 147.15 | 50.47 (8)  | 96.68 (8)  |
| 9                | Amélie Lacoste (4)       | Vlag van Canada           | 137.48 | 50.06 (9)  | 87.42 (9)  |
| 10               | Cheltzie Lee (3)         | Vlag van Australië        | 127.90 | 48.72 (10) | 79.18 (10) |
| 11               | Myriane Samson (2)       | Vlag van Canada           | 121.20 | 46.33 (11) | 74.87 (11) |
| 12               | Yun Yea-ji               | Vlag van Zuid-Korea       | 111.86 | 39.37 (12) | 72.49 (12) |
| 13               | Geng Bingwa              | Vlag van China            | 104.58 | 39.20 (13) | 65.38 (16) |
| 14               | Zhu Qiuying              | Vlag van China            | 102.38 | 35.08 (16) | 67.30 (15) |
| 15               | Lejeanne Marais (4)      | Vlag van Zuid-Afrika      | 101.90 | 31.99 (19) | 69.91 (13) |
| 16               | Kim Chae-hwa (6)         | Vlag van Zuid-Korea       | 101.79 | 33.76 (17) | 68.03 (14) |
| 17               | Victoria Muniz           | Vlag van Puerto Rico      | 99.40  | 35.45 (15) | 63.95 (17) |
| 18               | Melinda Wang (4)         | Vlag van Taiwan           | 96.15  | 36.51 (14) | 59.64 (18) |
| 19               | Mimi Tanasorn Chindosook | Vlag van Thailand         | 91.54  | 33.73 (18) | 57.81 (20) |
| 20               | Jaimee Nobbs             | Vlag van Australië        | 89.93  | 31.94 (20) | 57.99 (19) |
| 21               | Crystal Kiang (4)        | Vlag van Taiwan           | 86.60  | 31.89 (21) | 54.71 (21) |
| 22               | Mericien Venzon (2)      | Vlag van Filipijnen       | 84.17  | 30.64 (22) | 53.53 (22) |
| 23               | Melanie Swang            | Vlag van Thailand         | 82.08  | 29.50 (23) | 52.58 (23) |
| 24               | Chaochih Liu (3)         | Vlag van Taiwan           | 78.28  | 28.52 (24) | 49.76 (24) |
| Alleen korte kür |                          |                           |        |            |            |
| 25               | Tiffany Packard Yu (2)   | Vlag van Hongkong         |        | 27.51 (25) |            |
| 26               | Brittany Lau             | Vlag van Singapore        |        | 26.61 (26) |            |
| 27               | Taryn Jurgensen (2)      | Vlag van Thailand         |        | 26.28 (27) |            |
| 28               | Reyna Hamuj              | Vlag van Mexico           |        | 23.73 (28) |            |
| 29               | Mary Ro Reyes (2)        | Vlag van Mexico           |        | 22.22 (29) |            |

| #      | naam (deelname)                               | land                      | punten | korte kür  | lange kür  |
| ------ | --------------------------------------------- | ------------------------- | ------ | ---------- | ---------- |
| Goud   | Pang Qing (11) Tong Jian (11)                 | Vlag van China            | 199.45 | 71.41 (1)  | 128.04 (1) |
| Zilver | Meagan Duhamel (3) Eric Radford               | Vlag van Canada           | 181.79 | 59,92 (3)  | 121.87 (2) |
| Brons  | Paige Lawrence Rudi Swiegers                  | Vlag van Canada           | 171.73 | 59.98 (2)  | 111.75 (4) |
| 4      | Caitlin Yankowskas (2) John Coughlin (2)      | Vlag van Verenigde Staten | 166.97 | 55.25 (4)  | 111.72 (5) |
| 5      | Kirsten Moore-Towers (2) Dylan Moscovitch (2) | Vlag van Canada           | 166.22 | 54.41 (5)  | 111.81 (3) |
| 6      | Amanda Evora (2) Mark Ladwig (2)              | Vlag van Verenigde Staten | 157.30 | 52.23 (6)  | 105.07 (6) |
| 7      | Narumi Takahashi (2) Mervin Tran (2)          | Vlag van Japan            | 152.63 | 50.25 (8)  | 102.38 (7) |
| 8      | Beth Marley Rockne Brubaker (3)               | Vlag van Verenigde Staten | 144.46 | 45.60 (10) | 98.86 (8)  |
| 9      | Zhang Yue (2) Wang Lei (2)                    | Vlag van China            | 138.93 | 50.61 (7)  | 88.32 (10) |
| 10     | Dong Huibo (3) Wu Yiming (3)                  | Vlag van China            | 135.10 | 46.41 (9)  | 88.69 (9)  |

| #      | naam (deelname)                           | land                      | punten | korte kür  | vrije kür  |
| ------ | ----------------------------------------- | ------------------------- | ------ | ---------- | ---------- |
| Goud   | Meryl Davis (4) Charlie White (4)         | Vlag van Verenigde Staten | 172.03 | 69.01 (2)  | 103.02 (1) |
| Zilver | Maia Shibutani Alex Shibutani             | Vlag van Verenigde Staten | 155.38 | 62.04 (4)  | 93.34 (2)  |
| Brons  | Vanessa Crone (2) Paul Poirier (2)        | Vlag van Canada           | 151.83 | 61.66 (5)  | 90.17 (3)  |
| 4      | Kaitlyn Weaver (4) Andrew Poje (4)        | Vlag van Canada           | 151.14 | 65.45 (3)  | 85.69 (4)  |
| 5      | Madison Chock (2) Greg Zuerlein (2)       | Vlag van Verenigde Staten | 142.44 | 57.14 (6)  | 85.30 (5)  |
| 6      | Huang Xintong (6) Zheng Xun (6)           | Vlag van China            | 130.29 | 52.93 (7)  | 77.36 (6)  |
| 7      | Yu Xiaoyang (9) Wang Chen (9)             | Vlag van China            | 125.75 | 50.58 (8)  | 75.17 (7)  |
| 8      | Guan Xueting (2) Wang Meng (2)            | Vlag van China            | 106.26 | 42.77 (9)  | 63.49 (8)  |
| 9      | Danielle O'Brien (4) Gregory Merriman (4) | Vlag van Australië        | 104.69 | 42.67 (10) | 62.02 (9)  |
| 10     | Corenne Bruhns (3) Benjamin Westenberg    | Vlag van Mexico           | 88.55  | 40.68 (11) | 47.87 (10) |
| 11     | Maria Borounov (6) Evgeni Borounov (6)    | Vlag van Australië        | 72.23  | 28.52 (12) | 43.71 (11) |
| -      | Tessa Virtue (5) Scott Moir (5)           | Vlag van Canada           |        | 69.40 (1)  | t.z.t.     |

1999 · 
2000 · 
2001 · 
2002 · 
2003 · 
2004 · 
2005 · 
2006 ·
2007 ·
2008 ·
2009 ·
2010 ·
2011 ·
2012 ·
2013 ·
2014 ·
2015 ·
2016 ·
2017 ·
2018 ·
2019 ·
2020 ·
2021 ·
2022
EK kunstschaatsen ·
WK kunstschaatsen ·
WK kunstschaatsen junioren ·
Olympische Spelen